# Bedriñana
Bedriñana es una parroquia del concejo asturiano de Villaviciosa, en España.
Tiene una extensión de 8,77 km² en la que habitan un total de 221 habitantes.

## Poblaciones
Según el nomenclátor de 2008, la parroquia está formada por las poblaciones de:
- Las Cabañas (oficialmente, en asturiano, Cabañes) (aldea): 6 habitantes
- La Campa (lugar): 7 habitantes
- La Ermita (lugar): 8 habitantes
- La Pola (El Llugar) (lugar): 55 habitantes
- Maseras (Les Maseres) (casería): 5 habitantes
- Pentanes (lugar): 89 habitantes
- La Peruyera (aldea): 26 habitantes
- El Porreo (El Porréu) (lugar): 6 habitantes
- El Retiro (lugar): 2 habitantes
- La Riega (lugar): deshabitado
- Los Torales (casería): 17 habitantes